# Хурбинське сільське поселення
Хурби́нське сільське поселення (рос. Хурбинское сельское поселение) — сільське поселення у складі Комсомольського району Хабаровського краю Росії.
Адміністративний центр та єдиний населений пункт — село Хурба.

## Населення
Населення сільського поселення становить 6298 осіб (2019; 5957 у 2010, 5704 у 2002).